# Atletika na Letních olympijských hrách 1928 – 100 metrů ženy
 Běh na 100 metrů žen na Letních olympijských hrách 1928 se uskutečnil 31. července v Amsterdamu.

## Výsledky finálového běhu
| *                | jméno                 | země                   | čas  |
| ---------------- | --------------------- | ---------------------- | ---- |
| Zlatá medaile    | Elizabeth Robinsonová | Spojené státy americké | 12,2 |
| Stříbrná medaile | Fanny Rosenfeldová    | Kanada                 | 12,3 |
| Bronzová medaile | Ethel Smithová        | Kanada                 | 12,3 |
| 4                | Erna Steinbergová     | Německo                | 12,4 |
| 5                | Myrtle Cooková        | Kanada                 | DSQ  |
| 6                | Leni Schmidtová       | Německo                | DSQ  |